# Caveat emptor
Caveat emptor is een Latijnse uitdrukking die zich laat vertalen als koper (emptor), wees op je hoede (letterlijk: de koper zij waakzaam). Hij wordt vaak afgekort tot caveat.
De zegswijze drukt uit, dat de koper het risico bij een mogelijke koopovereenkomst dragen moet: eens gekocht, altijd gekocht. Volgens deze lezing dienen kopers eerst na te denken voor ze tot koop overgaan. Laat de koper dit na, dan is hij of zij aan de koop gebonden, zelfs als er achteraf nog iets mis blijkt te zijn.
De spreuk komt het beste tot uitdrukking in de onderzoeksplicht die wordt gesteld voor een beroep op dwaling. Een koper kan zich in principe niet beroepen op een onjuiste voorstelling van zaken als hij of zij niet eerst zelf onderzoek heeft verricht. Wie dit onderzoek nalaat en de billen brandt, zal op de blaren moeten zitten. 
In de meeste rechtsstelsels is het uitgangspunt namelijk, "afspraak is afspraak" als de partijen ter goeder trouw zijn. De rechter zal overeenkomsten niet zo snel ontbinden om rechtsonzekerheid te vermijden die de economie schade kan toebrengen. De keerzijde is dat dit oplichting en dubieuze verkooppraktijken in de hand kan werken. 
In verschillende rechtstelsels is consumentenbescherming in het leven geroepen, die althans voor consumenten het caveat emptor-beginsel enigszins kan verzwakken. Het onverkort toepassen blijkt bij gecompliceerde of gespecialiseerde producten onredelijk uit te kunnen pakken, doordat de verkoper een grote kennisvoorsprong heeft en vaak trucs kent om druk uit te oefenen of consumenten tot een overhaaste beslissing te bewegen, bijvoorbeeld bij koude acquisitie. Bij veel telemarketing en colportage is het achteraf niet te bewijzen of er misleiding of druk toegepast is. Zulke gevallen kunnen uitgezonderd worden van het caveat emptor. Zo'n uitzondering geldt in elk geval wanneer goede trouw aantoonbaar ontbreekt bij een van de partijen in een overeenkomst.

## Miljarden-affaires
Onethisch handelen of het achterhouden van informatie is niet per se in strijd met de wet; bedrijven genieten nauwelijks bescherming tegen het caveat, het is aan hen om zich niet met een kluitje in het riet te laten sturen. Erik Wilders, de kasbeheerder van de Nederlandse Staat, attendeerde woningcorporaties daar in 2006 op met de woorden: Houd het simpel en pas op, u zwemt tussen de haaien! Toch speelde dit woningcorporatie Vestia parten bij wat in 2012 bekend werd als de Vestia-affaire: Vestia had te weinig zicht op de gevaren bij het afdekken van renterisico's met derivaten. In 2015 stelde Joris Luyendijk in zijn boek Dit kan niet waar zijn: Onder bankiers dat gemeenten, woningcorporaties, bedrijven en kleinere banken in heel Europa catastrofale verliezen hadden geleden door de financiële diensten van Londense zakenbanken. Overigens speelden bij Vestia ook Nederlandse banken een grote rol.
Ook in rogue trader-schandalen zoals rond Nick Leeson houdt het caveat emptor-principe stand, ook al was op de omstandigheden rond de koop wel wat aan te merken: de financiële producten waren rechtsgeldig verkocht.

## Cultuur
In Liar’s Poker, het semi-autobiografische boek van Michael Lewis uit 1989, speelt dit begrip een grote rol bij het roekeloos handelen door beurshandelaren ten koste van hun klanten. Ook de film Margin Call laat goed de beperkte rechtsbescherming van kopers zien in deze juridische setting.  